# Emilio Oribe
Emilio Oribe (Melo, 1893 — Montevidéu, 1975) foi um poeta, ensaísta, filósofo e médico uruguaio.

## Biografia
Professor e decano da Faculdade de Humanidades e Ciências da Universidade da República e membro da Academia de Letras do Uruguai, Oribe cultivou uma poesia vanguardista, dirigida ao Ultraísmo. Na filosofia, ele se caracterizou pela escrita mediante aforismos e posições claramente idealistas. É considerado integrante da chamada Generación del Centenario (referente ao centenário da independência do Uruguai, ou seja, a geração de artistas que floresceram em 1930), junto a Líber Falco e Sabat Ercasty.

## Obras destacadas

### Poesias
- Alucinaciones de belleza (1912)
- El nardo del ánfora (1915)
- El castillo interior (1917)
- El halconero astral (1919)
- El nunca usado mar (1922)
- La colina del pájaro rojo (1925)

### Ensaios
- Poética y plástica (1930)
- Teoría del «nous» (1934)
- El mito y el logos (1945)
- Ars magna (1960)